# Czerniewice (Toruń)
Czerniewice – część urzędowa Torunia. Znajduje się ona na obrzeżach miasta, jej zachodnia i południowa strona stanowi granice miasta. Od strony wschodniej sąsiaduje z Wisłą, od północnej z ulicą Włocławską.
Na terenie Czerniewic dominuje zabudowa jednorodzinna. W 2001 roku rozpoczęto budowę osiedla wielorodzinnego Solanki.

## Historia
Nazwa miejscowości wywodzi się prawdopodobnie od potomków lub poddanych pana feudalnego o nazwisku Czarny lub Czerny. W średniowieczu był to majątek rycerski, potem szlachecki. W 1667 roku jego właścicielem został Mikołaj Tulibowski. Następnie majątek przeszedł do Augusta Gąsiorowskiego, a później do do Klemensa Łempickiego. Od 1874 roku majątek Czerniewice należał do rodziny Modrzejewskich. Pod koniec XIX wieku na terenie majątku dworskiego odkryto źródła wód mineralnych, w 1898 roku otwarto tutaj zakład kąpielowy. Do wybuchu I wojny światowej Czerniewice były popularnej miejscem wypoczynkowym torunian. W 1951 roku część Czerniewic włączono do Torunia, resztę miejscowości włączono do miasta w 1958 roku. 8 grudnia 1984 roku erygowano parafię Matki Bożej Łaskawej, która swoim zasięgiem obejmowała Czerniewice i część Brzozy Toruńskiej. Dwa lata później rozpoczęto budowę kościoła. Kościół poświęcono 5 grudnia 1988 roku, choć msze odprawiano już wcześniej.